# 玉湯バイパス
- 日本の道路 > 一般国道
  - 国道9号 > 玉湯バイパス
  - 国道54号 > 玉湯バイパス

玉湯バイパス（たまゆバイパス）は、島根県松江市玉湯町内の一般国道9号バイパス（全長2.8 km）である。事業名は「松江道路（玉湯工区）」であるが、松江道路のその他の工区は自動車専用道路であるのに対し玉湯工区は一般道路である。

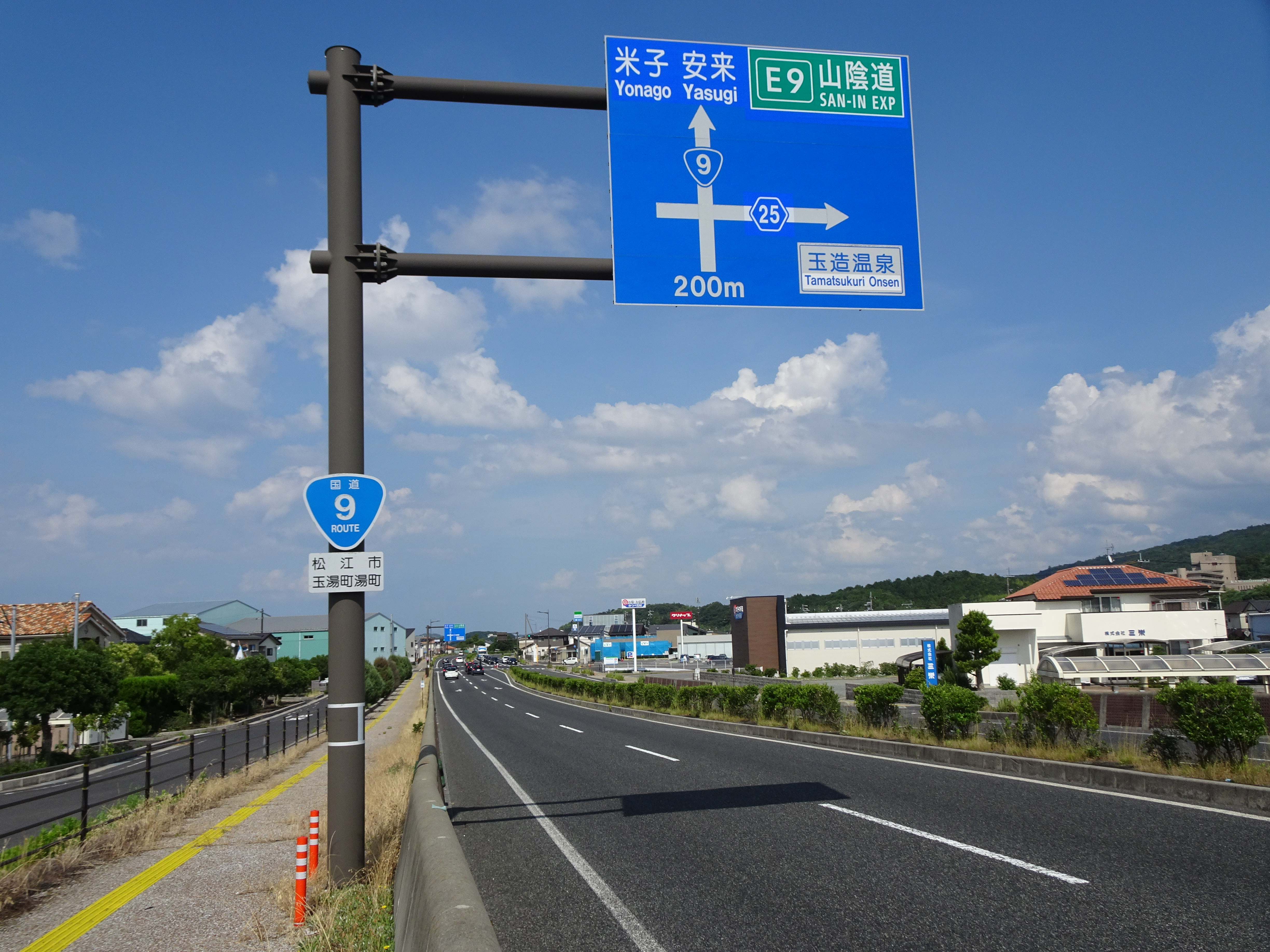
松江市玉湯町湯町付近

全線が一般国道54号との重複区間である。

## 概要
- 起点 島根県松江市玉湯町布志名
- 終点 島根県松江市玉湯町湯町
- 全長 2.8km
- 規格 第3種第1級
- 設計速度 80km/h
- 道路幅員 27.0m
- 車線幅員 3.5m
- 車線数 4車線

## 沿革
- 1991年（平成3年） - 一部区間 (1.6km) を事業化
- 2000年（平成12年） - 全区間を事業化
- 2007年（平成19年）3月18日 - 松江市玉湯町湯町地内のバイパス部 (1.6km) 供用開始。
- 2010年（平成22年）4月28日 - 現道拡幅区間 (1.2km) 供用開始[1]。
- 2015年（平成27年）4月1日 - 並行する現道区間 (約1.0km) を島根県及び松江市へ移管し、島根県道25号玉湯吾妻山線、島根県道194号玉造温泉停車場線、島根県道263号浜乃木湯町線、松江市道60064号湯町西側線及び松江市道60258号湯町東通線となる[2][3]。

## 交差する道路
- 上側が起点側、下側が終点側。左側が上り側、右側が下り側。
- 交差する道路の特記が無いものは市道。
- 国道9号松江市街方面のみ山陰自動車道との合流地点でキロポスト補正 (-1km) が行われる（335.7KPの次は334.8KP）。
- 玉造温泉西入口交差点から益田・出雲方面へ500mの地点でキロポスト補正 (+900m) が行われる（337.5KPの次は338.5KP）。

| 交差する道路                                     | 交差する道路                                            | 交差する場所   | 京都から (km) | 備考                                      |
| ------------------------------------------------ | ------------------------------------------------------- | -------------- | ------------- | ----------------------------------------- |
| E9 山陰自動車道（国道9号松江道路）鳥取・米子方面 |                                                         |                |               |                                           |
| -                                                | E9 山陰自動車道 出雲方面                                | 松江玉造IC     | 333.5         |                                           |
| -                                                | 国道9号 松江市街方面                                    |                | 334.8         | 松江方面のみ接続                          |
| -                                                |                                                         | 湯町東入口     | 335.5         |                                           |
|                                                  |                                                         | 湯町入口       | 335.9         |                                           |
| -                                                | 市道60258号湯町東通線（旧・国道9号）                    |                | 336.0         | 松江方面→玉造温泉方面のみ接続（一方通行） |
|                                                  | 県道25号玉湯吾妻山線                                    | 玉造温泉入口   | 336.5         |                                           |
|                                                  | 県道194号玉造温泉停車場線 （県道263号浜乃木湯町線重用） | 玉造温泉西入口 | 337.1         |                                           |
| 国道9号 益田・出雲方面                           |                                                         |                |               |                                           |

## 整備効果
建設前は玉湯交差点を先頭に、朝の時間帯に最大で上り4.8km、下り1.6kmの渋滞が発生していたが解消した。